# Emmanuel-Louis-Nicolas Viollet-le-Duc
Pour les articles homonymes, voir Viollet-le-Duc.
Emmanuel Viollet-le-Duc, né le 30 mai 1781 à Paris et mort le 12 juillet 1857 à Fontainebleau, est un poète français.

## Biographie

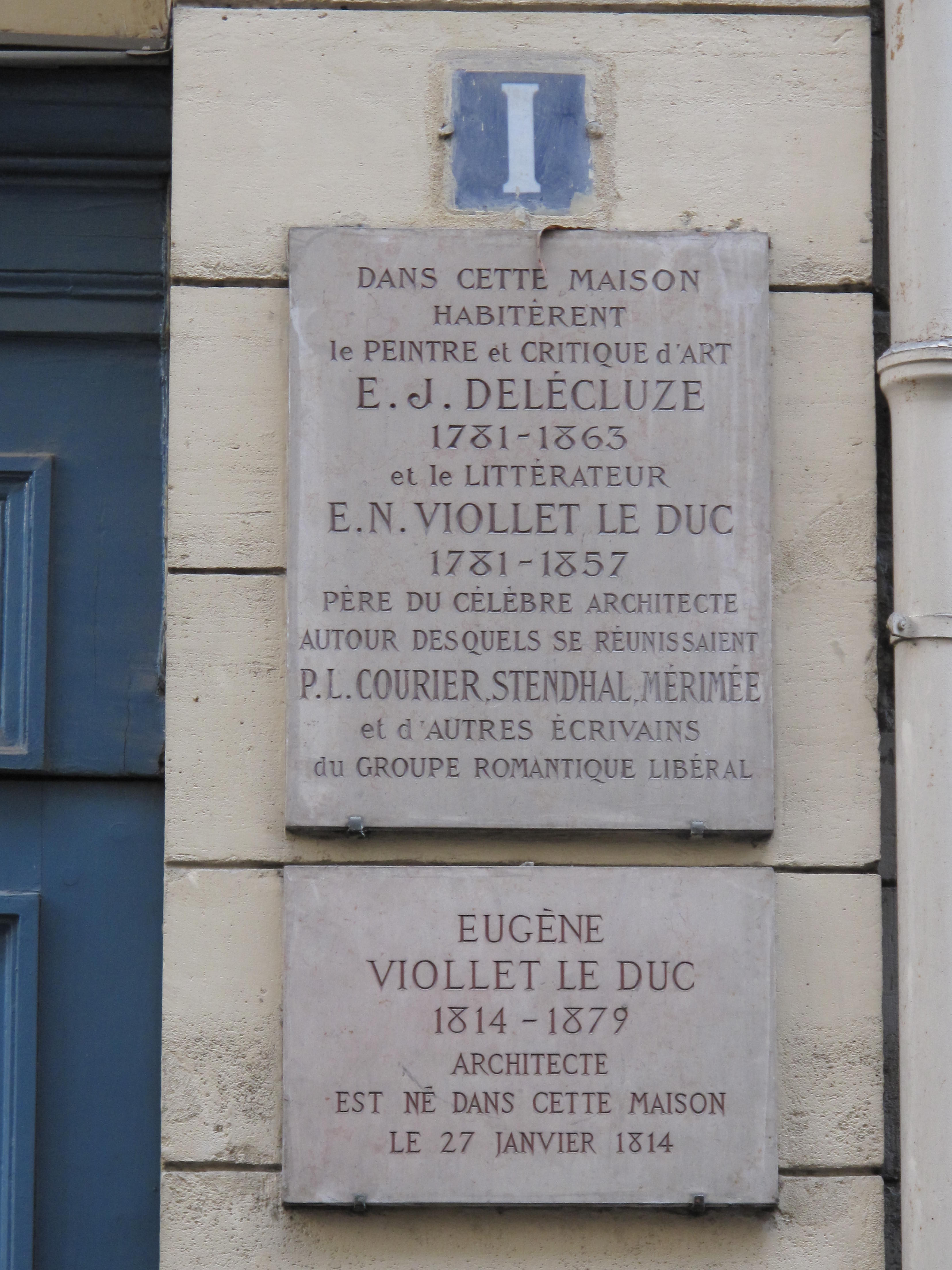
Plaque 1 rue Chabanais (Paris), où il habita.

Emmanuel Louis Nicolas Viollet-le-Duc est le second fils de Jean Nicolas Viollet-le-Duc, commissaire-priseur et d’Adélaïde Boyaval. Forcé d’interrompre ses études en 1793, il s’est instruit sans maître, uniquement par la lecture des poèmes, surtout ceux de la Renaissance et des siècles antérieurs. À vingt ans, après avoir étudié la procédure chez un notaire, il a occupé le poste de chef de bureau au ministère de la Guerre de 1801 à 1809. De 1809 à 1814, il occupe le poste de sous-contrôleur des services du palais de l’Empereur.
Il commence sa carrière littéraire, en 1809, par la publication du Nouvel Art poétique, raillant l’abbé Delille et ses imitateurs géorgiques et prônant le renoncement à l’imitation des anciens. Trois ans plus, il reviendra à la charge avec un Retour d’Apollon, satire dressant un sombre tableau des lettres françaises, critiquant à tout va les pseudo-classiques comme les néo-modernes accusés de propager le mouvais goût.
En 1810, il épouse la sœur du peintre et critique d’art Étienne-Jean Delécluze, Élisabeth Eugénie. De 1815 à 1830, il est vérificateur des dépenses de la Maison du Roi. En 1817, il publie l’Art de parvenir. En 1809 et 1810, il travaille au Lycée français, publication périodique qui forme cinq volumes. En 1820, il dirige une édition de Jean de Rotrou en cinq volumes in-8º, avec des notes historiques et littéraires. En 1821, il ajoute également des notes à une édition de Boileau en quatre volumes in-18. En 1822, il prend part à une réimpression de Mathurin Régnier précédée d’une Histoire de la satire en France.
Au cours de la Révolution de 1830, sa prise de parti pour Louis-Philippe lui vaut d’être nommé gouverneur des Tuileries, puis conservateur des résidences et maisons royales à l’Intendance générale de la liste civile de 1832 à 1848.
En 1829 et 1830, il fournit à l’Encyclopédie portative deux résumés substantiels : Précis d’un traité de poétique et de versification et Précis de l’art dramatique. Ensuite, il fournit des articles au Dictionnaire de la conversation. En 1843, il publie le plus important de ses ouvrages, la Bibliothèque poétique ; catalogue raisonné d’une réunion considérable de productions des poètes français depuis le XIIIe siècle jusqu’à son époque, collection qu’il a formée pendant trente ans de recherches, et où il fait connaitre chaque ouvrage par des appréciations et des citations. En 1847, un second volume consacré aux amateurs, à des nouvelles en prose, à des facéties, vient compléter cette publication.
Ce philologue passionné de poésie, qui était en outre un grand bibliophile, avait constitué au fil de sa vie une bibliothèque personnelle considérable. Sous la monarchie de Juillet, il exerçait les fonctions d’administrateur des propriétés de la sœur du roi Louis-Philippe, Madame Adélaïde. Ayant conservé ce poste malgré la mort de cette dernière en 1847, la révolution de février 1848 lui fait perdre son emploi, et il est expulsé du local où il entreposait ses livres. Découragé, il se décide à mettre une partie de sa bibliothèque aux enchères,.
Le bibliophile et bibliographe Pierre Jannet qui, devenu éditeur, avait entrepris, avec le concours de Ternaux-Compans, la publication d’une série d’ouvrages choisis, sous le titre de Bibliothèque elzévirienne, le tirera de sa dépression en lui proposant de créer la Bibliothèque elzévirienne et la publication de l’Ancien  théâtre français en dix volumes. Il fournira à cette collection Six mois de la vie d’un jeune homme (1797), sorte de roman autobiographique. Il a également pris une part active à la publication de l’Ancien Théâtre français en dix volumes.
Il est le père de l’architecte Eugène Viollet-le-Duc et du peintre Adolphe Viollet-le-Duc. Il avait un frère ainé, Sigismond Viollet-le-Duc (1769-1844), militaire.

## Publications

### Œuvres
- Nouvel Art poétique : poëme en un chant, Paris, 1809, 68 p., in-12 (lire en ligne sur Gallica).
- Rome et le Tibre, prosopopée à l’occasion de la naissance du roi de Rome, 1811.
- Le Retour d’Apollon : poëme satirique, Paris, Janet et Cotelle, 1812, 40 p., in-12 (lire en ligne sur Gallica).
- Philippiques [3] à Napoléon, 1815.
- L’Art de parvenir : poëme en un chant, Paris, 1817, 33 p., in-12 (lire en ligne sur Gallica).
- La Métroxylotechnie : poème en 1 chant, Paris, 1820, 20 p., in-8º (lire en ligne sur Gallica).
- Notice nécrologique sur P.-L. Courier, 1825.
- Épitre à M. Sainte-Beuve, 1837.
- Au Roi, avril 1840.
- Six mois de la vie d’un jeune homme (1797), Paris, P. Jannet, 1853, viii-255, 1 vol. p. ; in-16 (lire en ligne sur Gallica).

### Ouvrages
- Précis d’un traité de poétique et de versification : contenant des considérations sur la poésie en genéral, son origine, son but, ses moyens, ses formes, caractères et modifications à diverses époques les règles de la composition et du style poétique selon les systèmes des divers poètes ; celles de la versification et de tous les diférens genres de poésies, anciens et actuels ; précédé d’une introduction historique, et suivi d’une biographie, d’une bibliographie et d’un vocabulaire analytique, Paris, Bachelier, 1829, 272 p. (lire en ligne).
- Précis de dramatique ou De l’art de composer et exécuter les pièces de théâtre : précédé d’une introduction historique, et terminé par une biographie, une bibliographie et un vocabulaire analytique, Paris, Mairet & Fournier, 1842 (1re éd. 1830), 264 p. (lire en ligne).

### Éditions scientifiques
- Ancien théatre françois ou Collection des ouvrages dramatiques les plus remarquables depuis les mystères jusqu’à Corneille : publié avec des notes et éclaircissements par Viollet le Duc, [A. de Montaiglon, P. Jannet], t. i-x, Paris, 1854 (lire en ligne).
- Bibliographie des chansons, fabliaux, contes en vers et en prose…, 1859.
- Charles Beys, La Comédie de chansons, Paris, 1856.
- L. C. Discret (d), Alizon : comédie, Paris, 1856.
- Œuvres de Boileau Despréaux, avec les commentaires revus, corrigés et augmentés, 1821 ; rééd. 1823.
- Molière, Deux pièces inédites de J.-B.-P. Molière, Paris, Th. Desoer, 1819, 70-[2]-4, in-8º (lire en ligne sur Gallica).
- Mathurin Régnier, Œuvres de Mathurin Régnier : avec les commentaires [de Brossette], revus, corrigés et augmentés ; précédées de l’Histoire de la satire en France, pour servir de discours préliminaire, Paris, Th. Desoer, 1822 (1re éd. 1813), xlviii-402-[1], in-12 (lire en ligne sur Gallica).

## Pour approfondir